# ألان بروف
ألان بروف (بالإنجليزية: Alan Brough)‏ هو ممثل نيوزيلندي، ولد في 1967 في نيوزيلندا.

## وصلات خارجية
- ألان بروف على موقع IMDb (الإنجليزية)
- ألان بروف على موقع قاعدة بيانات الفيلم (الإنجليزية)